# Jean-Baptiste Cooreman

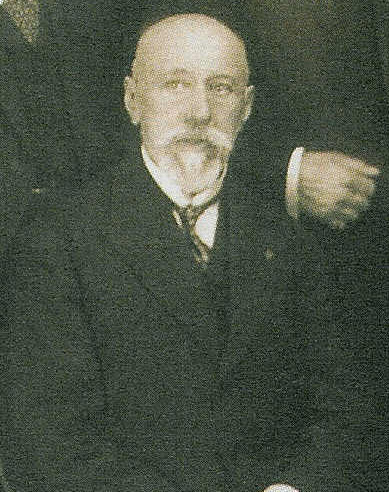
Jean-Baptiste Cooreman.

Jean-Baptiste Cooreman (Lebbeke, 14 november 1855 - Dendermonde, 22 april 1938) was een Belgisch advocaat en politicus. Hij was de zoon van Josse Cooreman (1826-1902), burgemeester in Lebbeke en Justine Willocx.
Jean-Baptiste Cooreman was gehuwd met de Knesselaarse Angelique Maeyens (1863-1954) en werd vader van 10 kinderen, van wie er enkelen ook advocaat werden. Hij was de grootvader van senator Etienne Cooreman, de indiener van de wet Cooreman-De Clercq (het fiscaal stimuleren van het beleggen van spaargeld in aandelen) van 1982).

## Record
Jean-Baptiste werd in 1882 verkozen als provincieraadslid in de provincie Oost-Vlaanderen en bleef daar - voor een recordperiode van 47 jaar - zetelen tot 1929. In 1929 werd hij nog eens herkozen maar hij verzaakte zijn zetel. Vanaf 1899 was hij ook lid van de bestendige deputatie van de provincie. In Lebbeke was hij gemeenteraadslid van 1890 tot 1899.
Tijdens de Eerste Wereldoorlog was hij voorzitter van de provinciale bevoorradingscommissie. Hij was in 1914-1915 voor een periode politiek gevangene.